# 山本彩 カケル
『山本彩 カケル』（やまもとさやか カケル）は、2019年8月10日（9日深夜）から2021年3月27日（26日深夜）までCROSS FMで放送していたラジオのトーク番組。

## 概要
シンガーソングライターである山本彩がナビゲーターを務める番組。「山本彩と何かを掛け算してみたら?」をコンセプトにリスナーからのお題を元にトークしていく。
収録は東京都の東急ハンズ渋谷店にあるDHC渋谷スタジオでおこなっている。また、公開収録もおこなっている。
放送対象地域の福岡県内だけでなく、radikoプレミアムを活用して聴取しているリスナーが全国にいる。特に多いとされるのは、東京都、大阪府。
2019年10月12日（11日深夜）の放送では自身の楽曲『追憶の光』を初解禁した。
2019年12月21日（20日深夜）の放送ではアルバム『α』から『Homeward』と『Larimar』を初解禁した。

## 放送終了時の放送時間
- 2020年9月5日（4日深夜） - 2021年3月27日（26日深夜）、CROSS FM 毎週土曜（金曜深夜） 0:00 - 1:00

### かつての放送時間
- 2019年8月10日（9日深夜） - 2020年8月29日（28日深夜）、CROSS FM 毎週土曜（金曜深夜） 0:10 - 1:00[1]

## 番組コーナー
山本彩 カケル ○○
山本にトークしてもらいたいお題（例：漫画、初任給 など）を募集し、それを元にトークを繰り広げるコーナー。また、リスナーの悩みにも答えている。
リクエスト
曲のリクエストに答えるコーナー。基本的には山本がセレクトした楽曲やトークにちなんだ楽曲を流しているため、不定期となっている。
山本彩 カケル エンディングトーク
山本がその日の内容を振り返って、トークを繰り広げるコーナー。ここでも、リスナーからのお題に対するトークをすることがある。

## ゲスト
2021年
- 1月2日（1日深夜） - 小名川高弘、草刈浩司[9]

## エピソード
- 2020年12月、番組内でショートパンツと共にミニスカートをシンガーソングライターになってから履かなくなったと話していたが、後日、自身のInstagramにひざが見えるミニワンピ姿をアップし、反響があった[10] 。